# Касаново
Каса́ново — деревня в Павловском районе Нижегородской области России. Входит в Павловский муниципальный округ.

## География
Находится в северо-западной части Приволжской возвышенности, у реки Кишма, фактически примыкая к деревне Жестелёво, которая отделена железной и автомобильной дорогами.
Климат
Климат в деревне, как и во всем районе, умеренно континентальный, с холодной зимой и тёплым летом.

## История
До мая 2020 года деревня входила в состав Абабковского сельсовета. После его упразднения входит в муниципальное образование Павловский муниципальный округ Нижегородской области.

## Население
| 2002 | 2010 |
| ---- | ---- |
| 141  | ↘119 |

## Инфраструктура
Личное подсобное хозяйство. Возле деревни находится завод по производству гипсокартона французской компании Saint-Gobain.

## Транспорт
Автомобильный и железнодорожный транспорт. Проходит автодорога Павлово-Гомзово (идентификационный номер 22 ОП М3 22Н-3105). Остановка общественного транспорта «Касаново». В пешей доступности ж/д станция Ворсма.